# 奇切克達厄
奇切克達厄是土耳其的城鎮，由克爾謝希爾省負責管轄，位於該國中部，距離首府克爾謝希爾65公里，面積950平方公里，海拔高度1,300米，2011年人口6,465。

## 外部連結
- District governor's official website（页面存档备份，存于） （土耳其文）
- District municipality's official website（页面存档备份，存于） （土耳其文）

39°36′25″N 34°24′31″E / 39.60694°N 34.40861°E